# Puente del río Tensift
El puente del río Tensift (en francés: Pont sur l'Oued Tensift) es un puente que cruza el río Tensift situado al norte de la ciudad de Marrakech, Marruecos. El puente original fue construido durante el periodo almohade, en el siglo XII.

## Historia
Según los escritos históricos de Al-Idrisi, el primer puente sobre el río Tensift fue construido por el emir almorávide Ali Ibn Yusuf (que gobernó entre 1106 y 1143) con la ayuda de arquitectos de al-Ándalus. El puente era estratégicamente importante ya que permitía cruzar el río durante sus inundaciones anuales. Sin embargo, este primer puente fue destruido por las inundaciones pocos años después de su finalización.
Hacia el año 1170, el gobernante almohade Abu Ya'qub Yusuf ordenó la reconstrucción del puente en un punto menos vulnerable, 400 metros río abajo. Según Luis de Mármol Carvajal, este puente originalmente tenía 15 arcos. En la actualidad cuenta con 27, probablemente debido a que a partir del siglo XII el cauce del río se fue ensanchando, por lo que el puente tuvo que ser ampliado sucesivamente a lo largo de los años. El puente almohade original corresponde muy probablemente a los tramos intermedios del puente actual. El puente está construido sobre pilares que tienen un perfil escalonado y puntiagudo aguas arriba y un perfil romo aguas abajo, lo que permite que la estructura haya resistido a la fuerza del agua.